# Marca d'Estíria

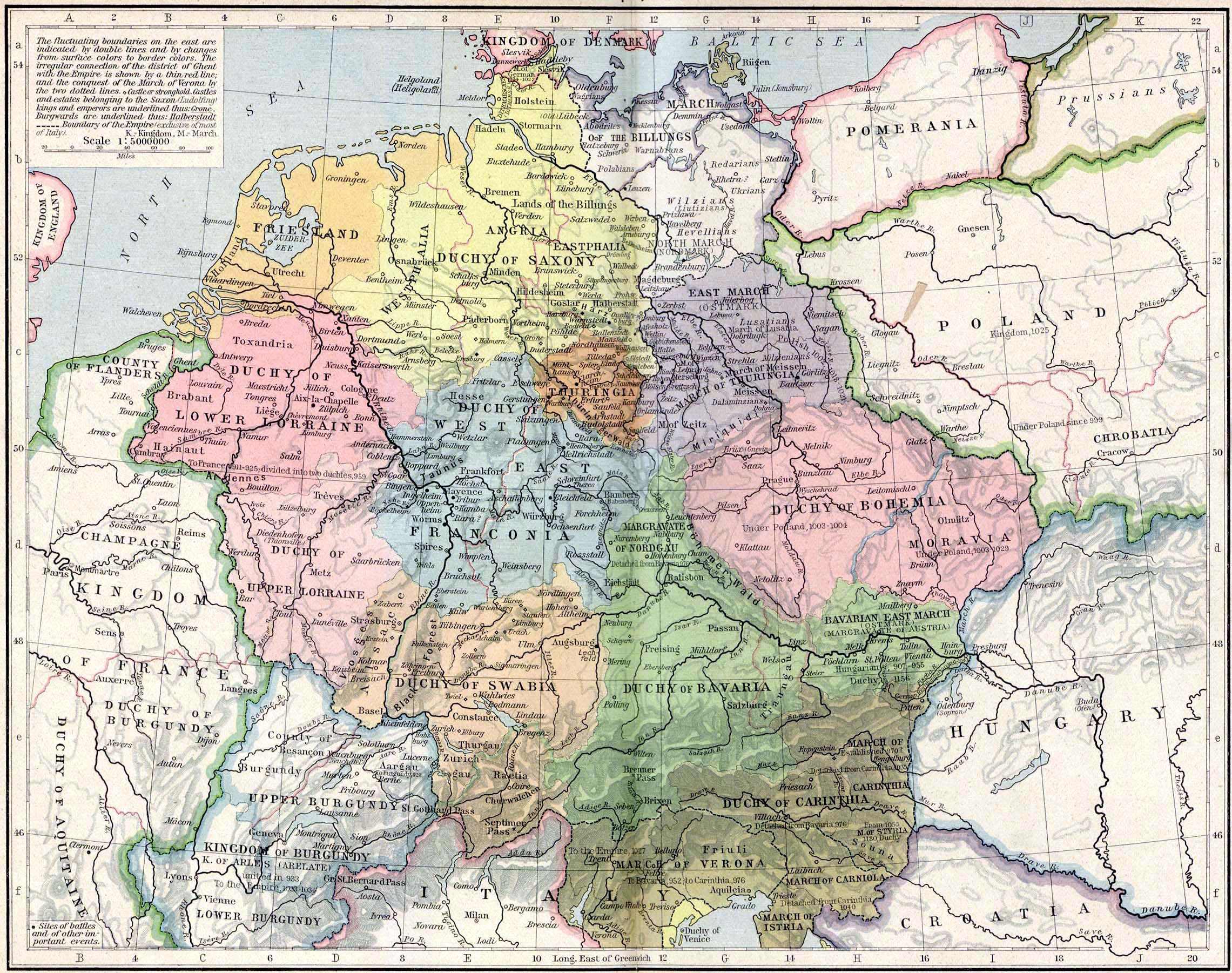
Sacre Imperi vers el 1000: Caríntia es mostre en marron amb les marques de Verona, Ístria, Carniola i d'Estíria, segons William Robert Shepherd, 1923.

La Marca d'Estíria (alemany Steiermark) fou una entitat depenent del ducat de Caríntia organitzada en el territori entre els rius Mur, Mürz i Enns, al temps de la fundació del ducat el 976 (abans Caríntia era una marca) com a zona fronterera enfront dels magiars.

## Història
El territori de la marca d'Estíria fou conquerit als magiars per Otó I després de la batalla de Lechfeld el 955. Llavors fou part de la gran Marca de Caríntia, que fins al 976 fou una dependència del ducat de Baviera; la marca de Caríntia fou elevada a ducat el 976 per l'emperador Otó II. Dins el ducat es van organitzar noves marques: Les de Verona, Ístria, Carniola i Estíria.
Originalment la marca d'Estíria no portava pas aquest nom, i fou coneguda com a Marca de Carantània (marchia Carantana), agafat de l'antic principat eslau de Carantània, que havia existit al territori de la marca i després ducat de Caríntia. El nom de Carantània es va perdre el segle xi quan es va generalitzar l'ús d'Estíria derivat de la vila de Steyr, aleshores residència dels marcgravis.
Els primers marcgravis d'Estíria apareixen al final del segle X; la dinastia governant des del 1056 fou anomenada dels Ottokar. El marcgravi Leopold el Fort (1122–1129) i el seu fill Ottokar III (1129–1164) van adquirir extensos territoris al llarg del riu Savinja cap a la marca Víndica (Marca Wèndica) i van establir la residència principal a Graz.
El 1180 la marca fou elevada a ducat d'Estíria. Vegeu Ducat d'Estíria

## Marcgravis d'Estíria
- Marquard III d'Eppenstein i I de Caratània (vers 976-1000)
- Adalberó d'Eppenstein (vers 1000-1035), fill, també duc de Caríntia i Marquès o marcgravi de Verona 1011-1035, deposat
- Arnold II de Wels-Lambach (1035–1055)
- Godofreu de Pitten (1042–1050), fill, co-marcgravi, assassinat

### Dinastia delsOttokar
- Ottokar I (1055–1064), comte al Chiemgau
- Adalberó (1064-1086), fill, assassinat
- Ottokar II (1086-1122), germà d'Adalberó
- Leopold el Fort (1122-1129), fill d'Ottokar II
- Ottokar III (1129-1164), fill
- Ottokar IV (1164-1180), fill, primer duc d'Estíria fins a 1192